# 月本裕
月本 裕（つきもと ゆたか、1960年9月8日 - 2008年1月9日）は、日本の作家、編集者。

## 経歴
東京都文京区出身。武蔵中学校・高等学校卒業。上智大学外国語学部ロシア語学科中退。漫画研究会に所属。法政大学文学部日本文学科中退。在学中より、マガジンハウスの『BRUTUS』や、『ガリバー』などの雑誌で編集者として活躍した後、作家活動を開始する。
1985年、栗本慎一郎の『鉄の処女』（光文社）で、人物紹介を担当、赤裸々な筆致で名を馳せる。
単独著書としては、1986年に『「東京時代」は、永遠です。―だから、勇気を出して無責任！』（光文社）でデビュー。
1989年、小説「キャッチ」（「今日もクジラは元気だよ」）で第1回坊っちゃん文学賞大賞を受賞。 1994年には勝新太郎演出の舞台『不知火検校』の共同脚本を手がけるなど活躍は多岐にわたる。放送関係の仕事では、フジテレビ系列の『EZ!TV』のブレーンやBSフジの『ザ・ロングインタビュー』の構成などがある。
2007年末からは競馬雑誌『レーシングポスト』の編集長に就任していた。
2008年1月9日、脳幹出血のため死去。47歳没。

## 著書
- 賭ける魂（情報センター出版局）
- 挑戦 サクラローレル物語（アートン）
- この人を見よ!（大和書房）
- 東京大学物語偏差値81への恋愛方程式（小学館）
- 科学者（アスペクト）